# Phlegra suaverubens
Phlegra suaverubens är en spindelart som beskrevs av Simon 1885 [1886. Phlegra suaverubens ingår i släktet Phlegra och familjen hoppspindlar. Inga underarter finns listade i Catalogue of Life.